# Valdepolo
Valdepolo est une commune d'Espagne dans la province de León, communauté autonome de Castille-et-León. Elle s'étend sur 142,54 km2 et comptait environ 1 274 habitants en 2015.